# 安倍小殿堺
安倍小殿 堺（あべのおとの の さかい）は、奈良時代後期の女官。平城天皇の乳母の1人。姓は朝臣。位階は従五位下。

## 経歴
史料に登場するのは、桓武朝の延暦7年（788年）2月、皇太子安殿親王（のちの平城天皇）の乳母として従五位下に昇叙とある箇所のみである。ただし、平城天皇の初名の「小殿」、改名後の「安殿」は、この乳母の名前より取られている。
平城天皇即位直前の延暦25年（806年）正月、左京の人である一族の正七位上の真直・従五位下の真出らに阿倍朝臣が授けられ、また嵯峨天皇の弘仁3年（812年）4月には一族の大家にも阿倍朝臣が賜姓されている。

## 官歴
『続日本紀』による
- 時期不詳：安殿親王（のちの平城天皇）乳母
- 延暦7年（788年）2月3日：従五位下